# (445812) 2012 BX110
(445812) 2012 BX110 es un asteroide perteneciente al cinturón de asteroides, región del sistema solar que se encuentra entre las órbitas de Marte y Júpiter.
Fue descubierto el 27 de enero de 2012 por el equipo del proyecto Spacewatch desde el observatorio Nacional de Kitt Peak.

## Designación y nombre
Designado provisionalmente como 2012 BX110.

## Características orbitales
(445812) 2012 BX110 está situado a una distancia media del Sol de 3,133 ua, pudiendo alejarse hasta 3,310 ua y acercarse hasta 2,955 ua. Su excentricidad es 0,057 y la inclinación orbital 10,135 grados. Emplea 2025,46 días en completar una órbita alrededor del Sol.
Pertenece a la familia de asteroides de (221) Eos.
Los próximos acercamientos a la órbita de Júpiter ocurrirán el 2 de septiembre de 2092, el 23 de diciembre de 2175 y el 22 de mayo de 2186.

## Características físicas
La magnitud absoluta de (445812) 2012 BX110 es 16,13.